# Sweziella gracilipennata
Sweziella gracilipennata är en tvåvingeart som först beskrevs av Hardy och Linda M. Kohn 1964.  Sweziella gracilipennata ingår i släktet Sweziella och familjen styltflugor. Inga underarter finns listade i Catalogue of Life.